# Jeles Elbeszélők Kincsestára
A Jeles Elbeszélők Kincsestára egy 19. század végi – 20. század eleji magyar szépirodalmi könyvsorozat volt. 

## Jellemzői
A korabeli magyar és külföldi, ismertebb, és mára már elfeledett szépírók munkáit közreadó sorozat az 1890-es években indult, és kötetei az 1910-es évekig jelentek meg az Athenaeum Irodalmi és Nyomdai Rt. kiadásában Budapesten barna vagy kék, növényi motívumokkal díszített borítóval. Mivel pontos címjegyzék nem áll rendelkezésre a sorozatról, ezért csak antikváriusi kínálatra lehet építeni a lista összeállításánál, azonban ez korántsem biztos, hogy teljes.
A sorozatban az 1890-es években Az Athenaeum Olvasótára című párhuzamos sorozat több kötete jelent meg. Az 1900-as évek elejétől inkább már önálló művek, így:
- Werner Gyula: A beszterczei diákok, 1902
- Prém József: A nagy Pálhalmy fia, 1903
- Kabos Ede: Ákáczvirág, 1903
- Benedek Elek: A sziv könyve I–II., 1904
- Vécseiné Jankovich Luiza: Török Klára házassága I–II., 1905
- Kaffka Margit: A gondolkodók és egyéb elbeszélések
- Ifj. Lónyay Sándorné: Röghöz kötöttek, 1906
- Hentaller Lajos: Vérrózsák, 1906
- Emile Zola: Lourdes, 1907
- Gallovich Jenő: Az asszony, 1908
- Szomaházy István: A férjhezmenés művészete és egyéb problémák, 1910
- Krúdy Gyula: Csurli és társai, 1910
- Kálnoki Izidor: Apa és fia, 1911
- Kenedi Géza: Száz eset az életből, 1911
- Karinthy Frigyes: Görbe tükör, 1912
- Szomaházy István: A krakélerek alkonya, 1913
- Kenedi Géza: Anekdoták a magyar közéletből, 1913
- Kuprin Sándor: Oleszja, é. n.
- Strindberg: A jarl, é. n.
- Hrabovszky Júlia: Apró történetek a nagy világból, é. n.
- Lázár Béla: Hangulatok
- Kvassainé Kún Melanie: Csak egy rózsa volt. Nem szeretik egymást. Virányoslak. A jégvirág hazája, é.n.

## Képtár
- Másfajta borítódísz
- Benedek Elek: A szív könyve (címlap)

## Jeles elbeszélők, műirók és költők
Az 1910-es években a kiadó Jeles elbeszélők, műirók és költők címen is kiadott egy sorozatot. Tekintve, hogy a sorozat nagyon hasonló borítódísszel jelent meg, és a szerzők és részben azonosak voltak, ill. egyes kötetek mindkét sorozatcímmel megjelentek, feltételezhető, hogy a Jeles Elbeszélők Kincsestárának folytatása volt módosított címmel. A sorozatból a következő kötetek ismertek:
- Ifj. Lónyay Sándorné: Röghöz kötöttek
- Berecz Károly: A régi „fiatal Magyarország”
- Szomaházy István: A krakélerek alkonya
- Bíró Lajos: A vizözön
- Kálnoki Izidor: Apa és fia
- Sebestyén Gyula: Regös-énekek
- Szöllősi Zsigmond: Az Ollenburg-dynastia és egyéb elbeszélések/Baba nénike
- Szomaházy István: A férjhezmenés művészete és egyéb problémák